# Trattato di Bucarest (1812)
Il trattato di Bucarest del 1812 fu un accordo tra Impero ottomano e Impero russo firmato il 28 maggio per porre fine alla guerra russo-turca del 1806-1812.
Ai sensi del trattato la parte orientale del Principato di Moldavia tra i fiumi Prut e Dniester (un'area di circa 45.600 km² che in seguito verrà definita Bessarabia) venne ceduta alla Russia che ottenne anche diritti di navigazione e commercio sul Danubio.
L'Impero Ottomano inoltre si impegnava a raggiungere una tregua con i ribelli serbi e a concedere l'autonomia al Principato di Serbia. In Transcaucasia il sultano rinunciava alle proprie pretese sulla Georgia occidentale ma manteneva il controllo di Poti, Akhalkalaki e Anapa.
Il trattato venne firmato dal generale russo Michail Kutuzov e fu ratificato dallo zar Alessandro I appena un giorno prima dell'inizio dell'invasione napoleonica della Russia.

## Storia
I negoziati di pace iniziarono nell'ottobre 1811 dopo la sconfitta delle principali forze turche a Ruse (oggi in Bulgaria) che furono accerchiate per la gran parte a Slobozia (nell'attuale Romania). Essi furono negoziati in quello che all'epoca era l'hotel più lussuoso di Bucarest, reputato privo di insetti e dotato di servizi igienici. La delegazione turca, in rappresentanza del sultano ottomano Mahmud II, era guidata dal principe fanariota Démeter Mourousi (1768-1812), gran Dragomanno dal 1808. La delegazione russa che rappresentava lo zar Alessandro I era guidata dall'emigrato francese Alexandre de Langeron (1763 -1831) e comprendeva il comandante russo Mikhail Kutuzov che firmò il trattato. La trattativa durò una settimana e l'accordo fu raggiunto un mese prima dell'inizio della campagna di Russia di Napoleone. Grazie a questo trattato, venne garantita la sicurezza dei confini sud-occidentali della Russia e la Turchia non poté più partecipare alla campagna napoleonica. Fu un'importante vittoria militare e diplomatica che migliorò la situazione strategica della Russia.

## Clausole
L'impero degli zar volle annettere l'area ottomana di Budžak (conosciuta anche come Bessarabia) per controllare la foce e i passi del Dnestr, nonché l'accesso strategico alle foci del Danubio e la navigazione e i diritti commerciali su questo fiume, che avrebbe potuto permettergli di sostenere i ribelli serbi di Karađorđe e le eventuali ribellioni bulgare. Gli eserciti russi avevano già occupato e amministrato questo territorio dal 1806 e lo avevano mappato già durante la guerra russo-turca del 1787-1792.

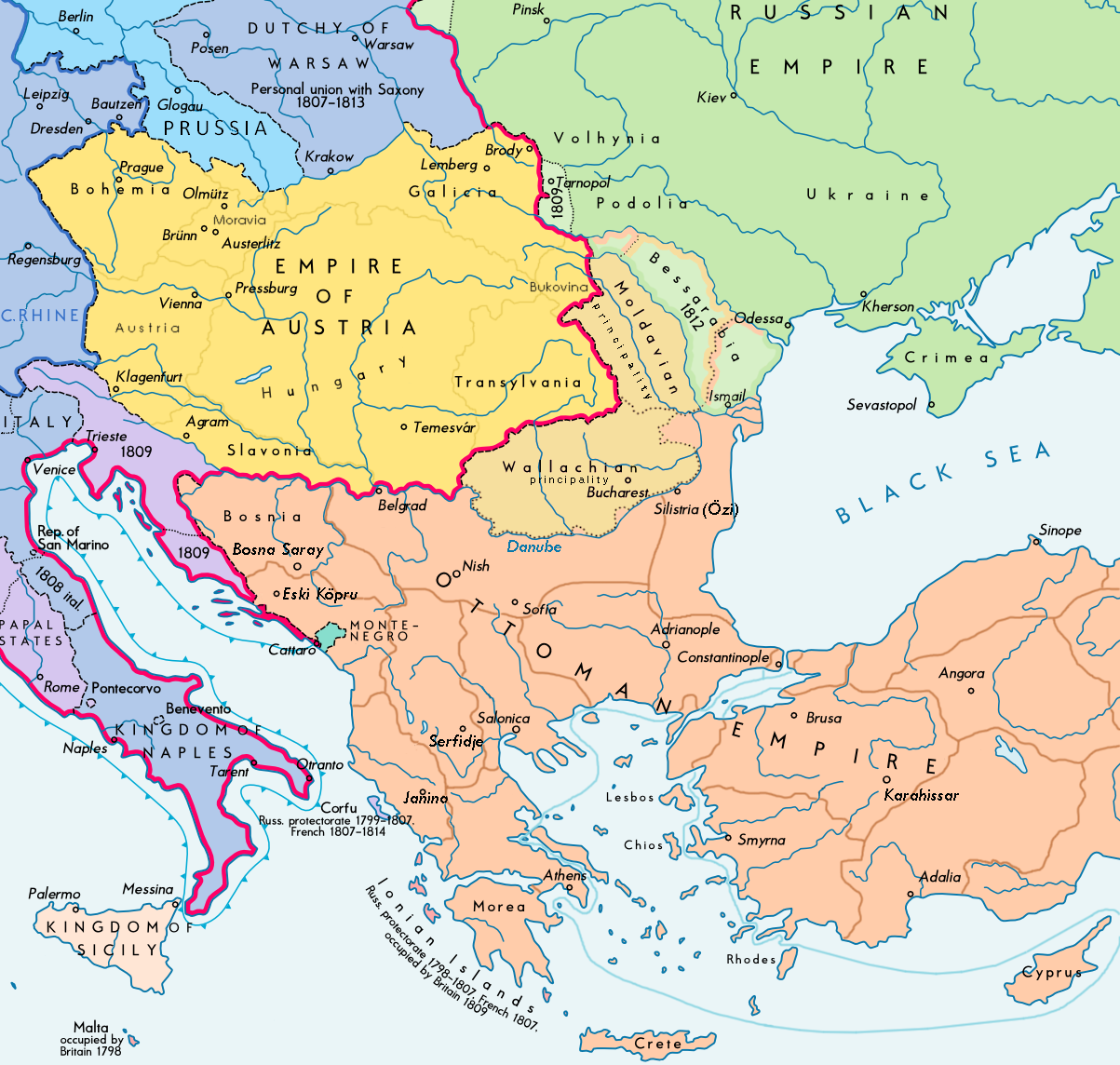
Europa Sud Orientale nel 1812 (prima della campagna russa di Napoleone).

L'abilità di Langeron e l'incompetenza di Mourousi consentirono alla Russia di ottenere delle clausole molto più vantaggiose di quanto sperato. Secondo gli articoli 4 e 5 del trattato, la Russia poteva annettere l'intera metà orientale della Moldavia tra il Dnestr e il Prut: non solo la Bessarabia ottomana ma anche il 40% del Principato di Moldavia, territori che comprendono insieme 45.630 km², con 482.630 abitanti, 5 cittadelle (Hotin, Soroca, Orhei, Tighina e Cetatea Albă), 4 porti (Reni, Izmaïl, Chilia e Cetatea Albă), 17 città e 695 villaggi. Lo zar Alessandro I costituirà successivamente la sua nuova provincia della Bessarabia.

## Risvolti
Il trattato fu ratificato da Alessandro I di Russia il giorno prima dell'invasione della Russia da parte di Napoleone. Per non essere venuto a conoscenza dell'imminente attacco napoleonico, ritardando fino ad allora le trattative e non riuscendo a evitare le clausole così disastrose, Démeter Mourousi fu decapitato il 25 ottobre 1812 per ordine del Sultano. Langeron, invece, venne premiato dallo zar che gli concesse le terre e lo nominò generale: fu così che avrebbe partecipato alla campagna di Russia a fianco dei russi contro i francesi, suoi compatrioti originari.
Il confine stabilito da questo trattato, lungo il fiume Prut, attraverso la storica Moldavia, è tornato in vigore dopo la Seconda guerra mondiale: oggi separa la Moldavia rumena dalla Repubblica di Moldavia. Per il movimento sindacalista moldavo-rumeno, il 28 maggio (data della firma del trattato) è un giorno di lutto per la Moldova, da commemorare come tale.